# Жарханский национальный наслег
Жарханский национальный наслег — сельское поселение в Олёкминском районе Якутии Российской Федерации.
Административный центр — село Токко.

## История
Статус и границы сельского поселения установлены Законом Республики Саха (Якутия) от 30 ноября 2004 года N 173-З N 353-III «Об установлении границ и о наделении статусом городского и сельского поселений муниципальных образований Республики Саха (Якутия)».

## Население
| 2002  | 2010  | 2011  | 2012  | 2013  | 2014  | 2015  |
| ----- | ----- | ----- | ----- | ----- | ----- | ----- |
| 1306  | ↗1373 | ↘1372 | ↘1342 | ↘1328 | ↘1301 | ↘1295 |
| 2016  | 2017  | 2018  | 2019  | 2020  | 2021  |       |
| ↘1291 | ↘1280 | →1280 | ↘1262 | ↘1236 | ↘1225 |       |

## Состав сельского поселения
| № | Населённый пункт | Тип населённого пункта       | Население |
| - | ---------------- | ---------------------------- | --------- |
| 1 | Жархан           | посёлок                      | ↘0        |
| 2 | Токко            | село, административный центр | ↘772      |
| 3 | Уолбут           | посёлок                      | ↘268      |